# Borggårdstalen
Borggårdstalen var den tale, den svenske konge Gustav V holdt i slotsgården (svensk: borggården) på Stockholm Slot den 6. februar 1914 i forbindelse med "bondetåget 1914".
Baggrunden for talen var en politisk krise, efter at regeringen Staaff ville skære ned på bevillinger til forsvaret, som den foregående regering, regeringen Lindman havde fået godkendt i riksdagen.
I november 1913 opstod tanken om et stort bondetog til kongen for at vise, at Sveriges bønder stod bag kongen i dennes stræben efter at udbygge hær og flåde.
Udkastet til talen, som kongen anvendte stort set uændret, skrev Sven Hedin, der var forsvarsvenlig, og som i foredragsturneer ivrede for en øget satsning på forsvaret. Han fik ideen til, at kongen skulle holde en tale, når bondetoget nåede slottet.
Gustav 5. holdt talen i den indre slotsgård. For dem, som ikke kunne få plads der, oplæstes talen af kronprinsen og prins Carl.
I talen gjorde kongen det klart, at han ville have en længere militær grunduddannelse. Det ønskede statsminister Staaff at udskyde til efter valget til andenkammeret 1914. Denne modsætning mellem kongens hensigter og hans regering førte nogle dage senere til en regeringskrise, borggårdskrisen, som medførte regeringen Staafs afgang.